# Conseil militaire pour la libération de la Syrie
Le Conseil militaire pour la libération de la Syrie est un groupe armé baasiste syrien formé le 6 mars 2025 après la chute du régime Assad.

## Histoire
Le Conseil militaire pour la libération de la Syrie annonce sa formation le 6 mars 2025. Il est fondé par d'anciens militaires et miliciens du régime de Bachar el-Assad menés par le brigadier Gheith al-Dala, ancien officier de la 4e division blindée. Le jour de l'annonce de sa formation, il lance une insurrection au côté de la Résistance populaire syrienne dans le gouvernorat de Lattaquié et gouvernorat de Tartous contre les forces du gouvernement de transition syrien.